# Mad Tsai
乔纳森·蔡（英語：Jonathan Tsai，2001年7月13日—），艺名Mad Tsai，台湾秘鲁裔，来自加利福尼亚州哈德逊海滩的内容创作者、歌手兼词曲作家，因将原创音乐发布到他经营的TikTok帐户而广受欢迎，他所发布的影片主要聚焦在他的大学生活和名利之间的平衡。代表音乐作品〈Heartbreak Honeymoon〉、〈Boy Bi〉、〈stacy's brother〉等主要表达了Z世代对人际关系、性取向及当今青少年的感受。现就读于加州大学洛杉矶分校，攻读音乐产业/历史和英语双学位。

## 音乐作品

### 单曲
| 发布日期       | 歌曲名称                        | 备注 |
| -------------- | ------------------------------- | ---- |
| 2017年5月6日   | 〈all in the golden afternoon〉 |      |
| 2017年8月29日  | 〈queen of hearts〉             |      |
| 2017年10月15日 | 〈roses〉                       |      |
| 2017年11月28日 | 〈the mad tea party〉           |      |
| 不適用         | 〈chesire cat〉                 |      |
| 不適用         | 〈eat me〉                      |      |
| 不適用         | 〈down the rabbit hole〉        |      |
| 2018年9月23日  | 〈can’t break me〉              |      |
| 2020年1月21日  | 〈a world of my own〉           |      |
| 2020年3月15日  | 〈prayer〉                      |      |
| 2020年4月6日   | 〈young nights〉                |      |
| 2020年4月18日  | 〈Social Insecurities〉         |      |
| 2020年4月25日  | 〈lost〉                        |      |
| 2020年12月3日  | 〈Boy Bi〉                      |      |
| 2021年10月6日  | 〈heartbreak honeymoon〉        |      |
| 2021年10月29日 | 〈killer queen〉                |      |
| 2022年3月10日  | 〈lover boy〉                   |      |
| 2022年3月10日  | 〈stupid games〉                |      |
| 2022年11月24日 | 〈stacy's brother〉             |      |
| 2023年4月27日  | 〈in my head〉                  |      |
| 2023年10月13日 | 〈mad's world〉                 |      |
| 2023年11月10日 | 〈boys beware〉                 |      |
| 2024年4月12日  | 〈all-american bitch!〉         |      |
| 2025年2月14日  | 〈One Of The Boys〉             |      |

## 艺术技巧

### 所受影响
玛琳娜·蓝布里尼·戴曼迪斯是第一个启发Mad Tsai展开自己的音乐创作生涯的人。他从中学时期就开始听她的作品。Mad认为她是许多独立流行音乐和另类流行音乐孩子的蓝图兼潮流引领者。她写了她所有的音乐，这使得Mad十分钦佩她，也让他明白原来音乐家可以创作并发布属于自己的音乐。起初，Mad想成为一名作曲家，为别人写歌。但是玛琳娜让他想要成为一名艺术家。

### 音乐风格
Mad Tsai喜欢卧室流行音乐以及任何另类流行音乐和独立音乐。未来，他将会尝试流行音乐的界限 ，挑战被认为是主流的音乐，试图突破定义流行音乐的界限。他也会深入研究摇滚甚至是陷阱音乐，从不同的流派中汲取灵感，并尝试将其融入我自己的音乐作品中。他希望他的音乐能够向他的年轻听众传达个人信息，并触及更严肃的话题。